# Etnia han
La etnia han o chinos han (en chino tradicional, 漢族; en chino simplificado, 汉族; pinyin, hàn zú), son un grupo étnico de Asia oriental originario de China. Constituyen el grupo étnico más grande del mundo y representan aproximadamente el 20 % de la población mundial. Es decir, los han son los "chinos propiamente dichos", por oposición a las minorías étnicas de China. Los han se dividen en diferentes subgrupos con sus características propias.
Aunque siempre han sido mayoría en China, los han han estado sometidos en algunos períodos a otras minorías dominantes, como por ejemplo durante la dinastía Qing (1644-1912), dominada por la etnia manchú, que vetaba los puestos de administración a los han, y durante la dinastía Yuan (1271-1368), cuando fueron sometidos a la supremacía de los mongoles. Según datos de 2010, los han constituían el 92 % de la población de la República Popular China, 98 % en Taiwán y 75 % en Singapur.
Entre los han existen numerosas diferencias tanto culturales como lingüísticas. Las diferencias regionales y lingüísticas entre los diferentes subgrupos han son tan significativas como entre las diferentes nacionalidades europeas. Los han hablan distintos idiomas chinos que se consideran dialectos, pese a que entre ellas hay diferencias mayores que las existentes entre los idiomas romances (por «dialecto» se indica a lo que en realidad constituye una familia de lenguas mutuamente ininteligibles relacionadas con el chino estándar —mandarín—, mientras que se utiliza «lengua» para referirse a los demás idiomas de China que no pertenecen al mismo grupo lingüístico que el chino estándar y sus dialectos/lenguas). Otras diferencias culturales, como la gastronomía, las costumbres y la moda, son igualmente importantes. La historia de la China moderna presenta numerosos ejemplos de los conflictos que estas diferencias han provocado. Por eso, la idea de unidad entre los han es realmente compleja.
Estas diversidades, sin embargo, no han generado identidades étnicas propias, y las diferencias religiosas o políticas no han reforzado las diferencias regionales. Al contrario, existe una tendencia consistente a evitar las distinciones entre los han, pues se consideran clasificaciones menores y superficiales.
A pesar de la existencia de múltiples idiomas chinos hablados, uno de los factores que determina la unidad de la etnia han es el lenguaje escrito. Durante cientos de años, la literatura china ha usado un formato estándar de escritura que utiliza un vocabulario y una gramática significativamente distinta de las diferentes versiones del chino oral. Desde el siglo XX, el chino escrito se ha basado en el mandarín estándar y no en el dialecto local de quien lo escribe (con la excepción del uso escrito del cantonés). Por eso, aunque los residentes en las diferentes regiones pueden no entenderse necesariamente cuando hablan, son capaces de entender los escritos de los demás.

## Historia

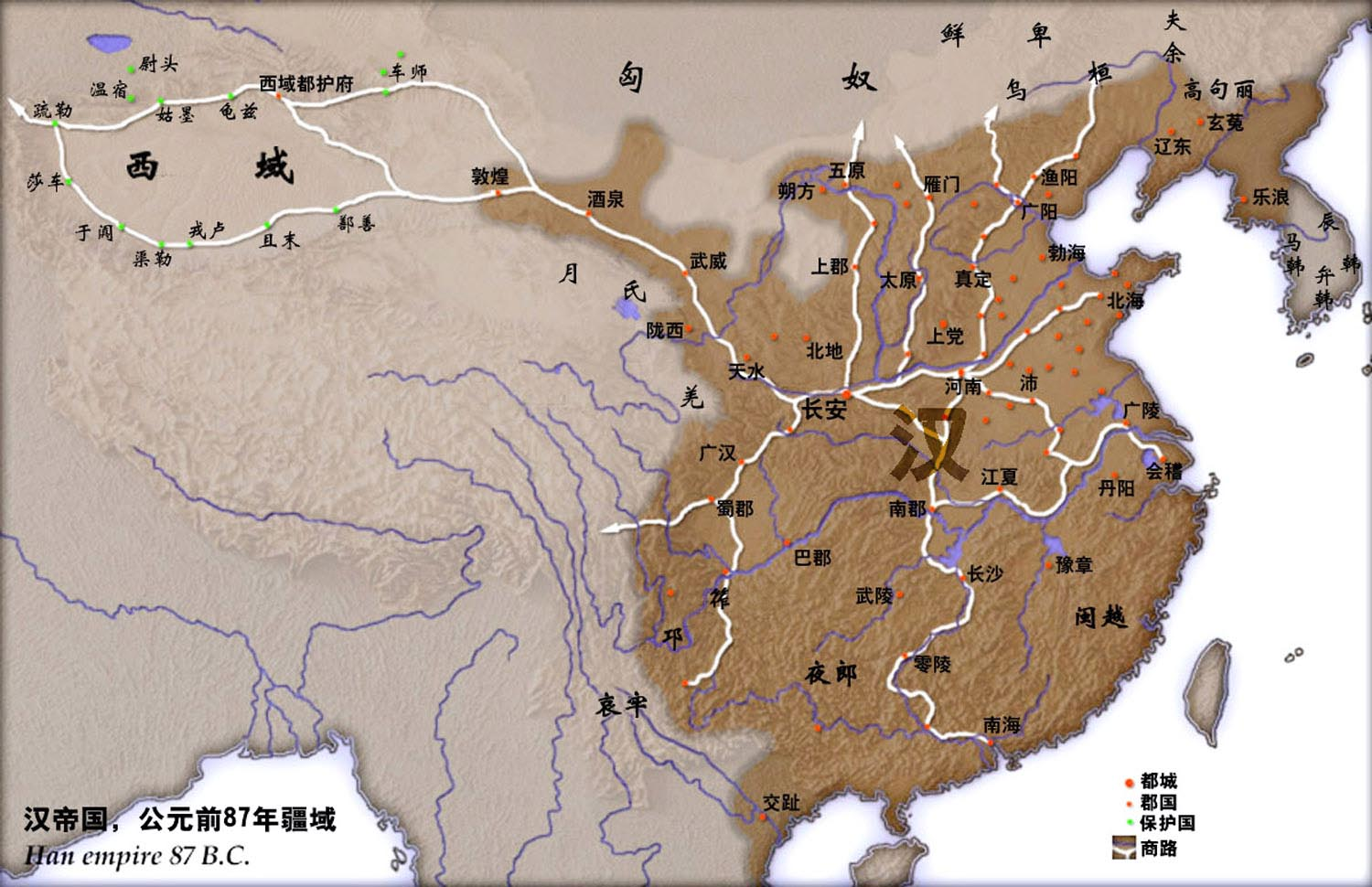
Dinastía Han en el año 87 a. C.

El nombre "han" deriva de la dinastía Han que creó una identidad cultural propia a base de estandarizar costumbres y lenguas, y la constelación de las diferencias de costumbres con otras etnias septentrionales, meridionales y occidentales, aunque hay controversia sobre el origen de este concepto.
En comparación, los territorios habitados tradicionalmente por los han presentan una alta densidad mientras que los de las minorías son mucho más extensos pero despoblados. Mientras las épocas doradas de esplendor económico y cultural de China han transcurrido durante dinastías dominadas por la etnia han (como la Qin, Ming o Tang), la mayor extensión del Imperio y más territorios conquistados ha sido durante dinastías como la Yuan (etnia mongola) o la Qing (etnia manchú).
El Gobierno de la República Popular China reconoce a 56 grupos étnicos (incluyendo a los han), con la categoría de nacionalidades de China. La población de chinos de otras etnias (no han) aumentan 8 veces más rápido que la de los chinos de la etnia han debido en parte a que la medida del hijo único solo se aplica a los han: las minorías están exentas, y también por las medidas de discriminación positiva en forma de becas, ayudas y subvenciones a las etnias minoritarias. En 1953 había un 6,1% de chinos de etnias minoritarias que ha aumentado al 8,04% en 1990, 8,41％ en 2000 y 9,44% en 2005. Por otro lado, las personas de los grupos étnicos minoritarios de China con frecuencia acaban adoptando la cultura de los han, especialmente cuando emigran a las ciudades, y con el tiempo ellos o sus descendientes acaban por ser considerados han también; este proceso de asimilación de las minorías se ha dado en China desde hace siglos o incluso milenios.

## Subgrupos de la etniahan

### Grupos de habla mandarín
- Total de hablantes nativos de Han: 918 000 000 (2020)[10]

El mandarín, también conocido como los dialectos del norte, es el más grande de las lenguas siníticas. Incluso en regiones donde históricamente dominaron los hablantes que no hablan mandarín, el mandarín se está introduciendo como lengua franca. Los grupos de habla mandarín son el grupo más numeroso en China continental, pero en la diáspora los dialectos min, hakka y cantonés son más numerosos. El pueblo Dungan de Asia Central es un pueblo nativo de habla mandarín de las Planicies Centrales emparentado con los Hui. Otros pueblos notables de habla mandarín incluyen el pueblo de Sichuan y el pueblo de Jianghuai.

#### Pueblo jianghuai
El pueblo de Jianghuai se distribuye en la región de Jianghuai entre el río Yangtze (Jiang, 江) y el río Huai (淮) en el centro de Anhui y el centro de Jiangsu. El mandarín del bajo Yangtze o el mandarín de Jianghuai se distingue de otros dialectos del mandarín. Los principales dialectos de la lengua es el dialecto de Nanjing.

#### Pueblo sichuan-chongqinnés
El pueblo de Sichuan se centra alrededor de Chongqing y Sichuan. El mandarín del sudoeste también es la lengua franca en Guangxi y Hubei.

### Grupos de habla cantonesa
- Total de hablantes nativos de etnia Han: 84 900 000 (2020)[10]

Los hablantes de yue o cantonés predominan en la cuenca del río Perla (centro-occidental de Guangdong y centro-oriental de Guangxi ), así como en Hong Kong y Macao . Los dialectos de Yue que se hablan en la provincia de Guangxi son mutuamente inteligibles con el cantonés. Por ejemplo, Wuzhou está a unas 120 millas río arriba de Guangzhou, pero su dialecto se parece más al de Guangzhou que al de Taishan, que está a 60 millas al suroeste de Guangzhou y separado por varios ríos. Algunos lugareños también hablan cantonés en Hainan. Por ejemplo, el dialecto Mai, que está estrechamente relacionado con el cantonés, se habla en la provincia de Hainan.
Hay comunidades de habla cantonesa en el sudeste asiático, particularmente en Vietnam, Singapur, Malasia y, en menor medida, en Indonesia. Muchos emigrantes cantoneses, en particular los pueblos taishaneses, también emigraron a Estados Unidos y Canadá, y más tarde también a Australia y Nueva Zelanda. Como resultado, el cantonés sigue siendo ampliamente utilizado por las comunidades chinas de origen Guangzhou y Hong Kong/Macao en el mundo occidental y no ha sido suplantado por completo por el mandarín.

### Grupos de habla wu
- Total de hablantes nativos de etnia Han: 81 700 000 (2020)[10]

Los pueblos de habla wu, en particular, se concentran en la cuenca del río Yangtze (sur de Jiangsu, todo Shanghái, la mayor parte de Zhejiang y partes del sur de Anhui ), el norte de Fujian y el noreste de Jiangxi . Restos dispersos de chino de habla Wu se encuentran en otras partes de China, como en Guizhou, Sichuan, Chongqing y Xinjiang, como resultado después de 1964. La mayoría de ellos fuera de la región de Jiangnan suelen hablar variantes de los dialectos de Taihu Wu . El chino Wu se habla principalmente en la región de Wu. Los jiangnaneses están formados tanto por los shanghaineses como por los ningbo, así como por otras etnias han en Jiangnan . En su mayoría hablan variantes del chino Taihu Wu . Otros idiomas que se hablan son el mandarín Jianghuai y el chino Xuanzhou Wu.
Los shanghaineseses se concentran alrededor de Shanghai y hablan el dialecto shanghainés de Wu . La gente de Ningbo es otro grupo chino de habla Wu y habla el dialecto de Ningbo . La gente de Wenzhou es un grupo chino de habla Wu que habla Wenzhounese . Aunque una minoría significativa también habla un dialecto de Min Nan conocido como Zhenan Min . Si el chino de Huizhou se consideraba completamente como una subdivisión del chino Wu, entonces se considera que las personas de Huizhou hablan Wu.
El chino wu también lo habla una minoría minúscula, en particular los habitantes del continente, tanto en Taiwán como en Hong Kong, así como también en otras comunidades chinas en el extranjero.

### Grupos de habla min
- Total de hablantes nativos han de variantes del chino min (todos los grupos): 74 200 000 (2020)[11]

Los hablantes de min están dispersos por todo el sur de China, pero se concentran principalmente en la provincia de Fujian, Taiwán y Hainan, con algunas partes en Guangdong (especialmente en Chaoshan y la punta del sur de Zhejiang ).
Hay varios dialectos principales en chino min . El dialecto de Fuzhou de Min Dong, es hablado por la gente de Fuzhou que es nativa de la ciudad de Fuzhou . El dialecto de Puxian Min está representado por la gente de Putian (también conocida como Xinghua o Henghua), la gente de habla Puxian es nativa de Puxian .
Los dialectos Hokkien de Min Nan que se hablan en el sur de Fujian y Taiwán son la división Min más grande y lo habla una población Hoklo más grande en comparación con otros dialectos Min. Además, Hokkien se extiende aún más a otros grupos Min Nan únicos que hablan variantes del dialecto Min Nan. La gente de Teochew que es nativa del este de Guangdong y la gente de Hainan que es nativa de la isla de Hainan son todos grupos del dialecto Min Nan . El dialecto de Cangnan, que es Zhenan Min, se habla en Wenzhou, Zhejiang. Fuera de China continental y Taiwán, Min Nan también constituye el mayor grupo de dialectos chinos entre las poblaciones chinas de ultramar en el sudeste asiático, como Singapur, Malasia, Indonesia y Filipinas.

### Grupos de habla hakka
- Total de hablantes nativos de etnia han: 48 200 000 (2020)[10]

El pueblo hakka habla hakka y predomina en partes de Guangdong, Guangxi, Fujian, Jiangxi y Taiwán. Son uno de los grupos más grandes que se encuentran entre la etnia Han en el sudeste asiático.

### Grupos de habla xiang
- Total de hablantes nativos de etnia han: 37 300 000 (2020)[10]

Los hablantes de xiang viven principalmente en la provincia de Hunan, por lo que a menudo se les llama gente de Hunan. Las personas que hablan Xiang también se encuentran en las provincias adyacentes de Hubei, Jiangxi y Sichuan . Los usuarios de Xiangnan Tuhua son el subgrupo étnico minoritario en esta región.

### Grupos de habla gan
- Total de hablantes nativos de etnia han: 22 100 000 (2020)[10]

El origen de los pueblos de habla Gan en China es de la provincia de Jiangxi en China. Las poblaciones de habla gan también se encuentran en las provincias de Fujian, el sur de Anhui y Hubei, y los enclaves lingüísticos se encuentran en Taiwán, Shaanxi, Sichuan, Zhejiang, Hunan, Hainan, Guangdong, Fujian y Jiangxi que no hablan gan.

## Poblaciones importantes
Si bien los han son mayoría en la República Popular China y en la República China de Taiwán, existen otras importantes minorías fuera de estos territorios, en la propia Asia, entre las que destacan las de Singapur, Malasia e Indonesia.

## Análisis de ADN y genética
Los chinos Han muestran una estrecha relación genética con otros asiáticos orientales modernos, como los coreanos y los yamato. Una investigación de 2018 descubrió que los chinos Han son fácilmente distinguibles desde el punto de vista genético de los japoneses yamato y de los coreanos, y que los diferentes subgrupos de chinos Han están genéticamente más cerca unos de otros que de los coreanos y japoneses, pero siguen siendo fácilmente distinguibles entre sí. Una investigación publicada en 2020 descubrió que la población japonesa se solapa con los Han del norte.
El yacimiento arqueológico de Hengbei, en el condado de Jiang, Shanxi meridional, era parte de los suburbios de la capital durante la dinastía Zhou. El material genético de los restos humanos allí encontrados ha sido usado para examinar la continuidad genética entre los antiguos chinos Han y los modernos. Las comparaciones entre los SNP del ADN del cromosoma Y y del ADN mitocondrial de los chinos Han septentrionales modernos y las muestras antiguas de Hengbei de 3.000 años de antigüedad de las Llanuras Centrales de China muestran que son extremadamente similares entre sí y muestran la continuidad entre los chinos antiguos de Hengbei y los chinos Han del Norte actuales. Esto demostró que hace ya 3.000 años la estructura genética actual de los chinos Han del norte ya estaba formada. La población de referencia para los chinos utilizada en Geno 2.0 Next Generation es un 81% de Asia oriental, un 2% de Finlandia y Siberia del norte, un 8% de Asia central y un 7% del sudeste asiático y Oceanía.
El haplogrupo O2-M122 del cromosoma Y es un marcador de ADN común en los chinos Han, ya que apareció en China en tiempos prehistóricos. Se encuentra en al menos el 36,7% y hasta más del 80% de los varones chinos Han en ciertas regiones. Otros haplogrupos de ADN-Y que se han encontrado con notable frecuencia en muestras de chinos Han son O-P203 (15/165 = 9,1%, 47/361 = 13,0%), C-M217 (10/168 = 6,0%, 27/361 = 7. 5%, 187/1730 = 10,8%, 20/166 = 12,0%), N-M231 (6/166 = 3,6%, 18/361 = 5,0%, 117/1729 = 6,8%, 17/165 = 10,3%), O-M268(xM95, M176) (54/1147 = 4. 7%, 8/168 = 4,8%, 23/361 = 6,4%, 12/166 = 7,2%), y Q-M242 (2/168 = 1,2%, 49/1729 = 2,8%, 12/361 = 3,3%, 48/1147 = 4,2%). Sin embargo, el ADN mitocondrial (ADNmt) de los chinos Han aumenta su diversidad a medida que se mira desde el norte hacia el sur de China, lo que sugiere que los hombres migrantes del norte de China se casaron con mujeres de pueblos locales después de llegar a las actuales Guangdong, Fujian y otras regiones del sur de China. A pesar de ello, las pruebas que comparan los perfiles genéticos de los Han del norte, los Han del sur y los nativos del sur determinaron que los haplogrupos O1b-M110, O2a1-M88 y O3d-M7, que son frecuentes en los nativos del sur, sólo se observaron en algunos Han del sur (un 4% de media), pero no en los Han del norte. Por lo tanto, esto demuestra que la contribución masculina de los nativos del sur en los Han del sur es limitada, suponiendo que la distribución de la frecuencia de los linajes Y en los nativos del sur representa la anterior a la expansión de la cultura Han que comenzó hace dos mil años. Por el contrario, hay fuertes y consistentes similitudes genéticas en la distribución de los haplogrupos del cromosoma Y entre la población china del sur y del norte, y el resultado del análisis de componentes principales indica que casi todas las poblaciones Han forman un grupo apretado en su cromosoma Y. Sin embargo, otras investigaciones también han demostrado que los linajes paternos de ADN-Y O-M119, O-P201, O-P203 y O-M95 se encuentran tanto en las minorías chinas del sur como en las chinas del sur, pero más comúnmente en estas últimas. De hecho, estos marcadores paternos son, a su vez, menos frecuentes en los chinos Han del norte. Otro estudio clasifica a los chinos Han en dos grupos: los chinos Han del norte y los del sur, y concluye que las características genéticas de los chinos Han del norte actuales ya se habían formado antes de hace tres mil años en la zona de la llanura central.
La contribución estimada de los Han del norte a los Han del sur es sustancial tanto en los linajes paternos como en los maternos y existe una clina geográfica para el ADNmt. En consecuencia, los Han del norte son los principales contribuyentes al acervo genético de los Han del sur. Sin embargo, cabe destacar que el proceso de expansión estuvo dominado por los varones, como demuestra la mayor contribución al cromosoma Y que al ADNmt de los Han del norte a los Han del sur. Estas observaciones genéticas están en consonancia con los registros históricos de continuas y grandes oleadas migratorias de habitantes del norte de China que escapaban de la guerra y el hambre, hacia el sur del país. Aparte de estas grandes oleadas migratorias, se produjeron otras migraciones más pequeñas hacia el sur durante casi todos los periodos de los últimos dos milenios. Un estudio de la Academia China de las Ciencias sobre los datos de frecuencia genética de las subpoblaciones Han y las minorías étnicas en China, mostró que las subpoblaciones Han en diferentes regiones también están genéticamente bastante cerca de las minorías étnicas locales, lo que significa que en muchos casos, la sangre de las minorías étnicas se había mezclado con la Han, mientras que al mismo tiempo, la sangre de los Han también se había mezclado con las minorías étnicas locales.
Un estudio reciente, y hasta la fecha el más extenso, de asociación de todo el genoma de la población Han, muestra que se ha producido una estratificación geográfico-genética de norte a sur y que las poblaciones situadas en el centro actúan como conducto para las periféricas. En última instancia, con la excepción de algunas ramas etnolingüísticas de los chinos Han, como los pinghua y los tanka, existe una "estructura genética coherente" en toda la población china Han.
Los haplogrupos de ADN-Y típicos de los chinos Han actuales incluyen el haplogrupo O-M122 y el haplogrupo Q-M120, y estos haplogrupos también se han encontrado (junto con algunos miembros del haplogrupo N-M231, el haplogrupo O-M95 y el Haplogrupo O-M175 sin resolver) entre una selección de antiguos restos humanos recuperados en el yacimiento arqueológico de Hengbei, en el condado de Jiang, provincia de Shanxi, China, una zona que formaba parte de los suburbios de la capital (cerca de la moderna Luoyang) durante la dinastía Zhou.

## Cultura

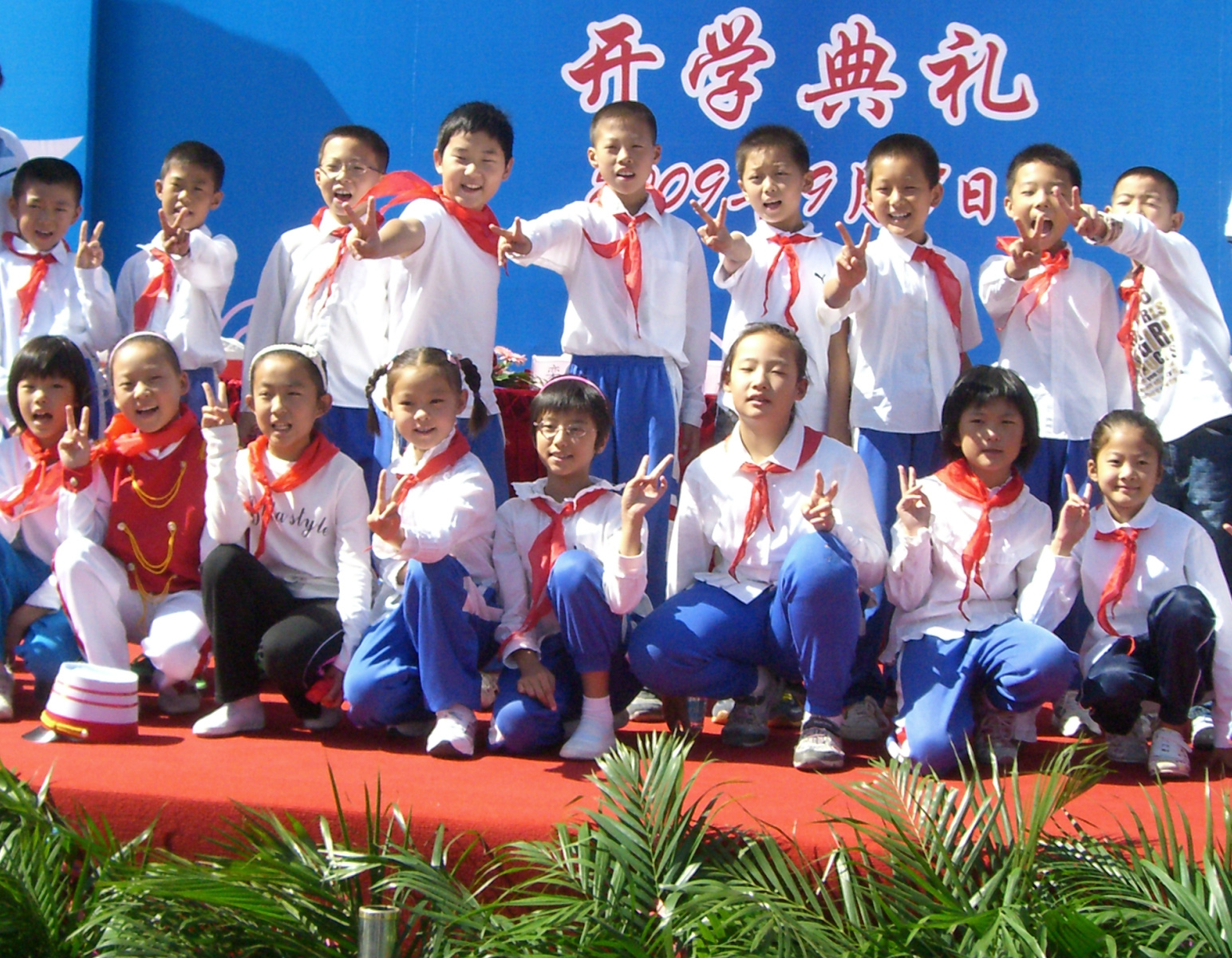
Jóvenes chinos en una escuela.

Los han suelen vestirse empleando ropas de estilo occidental. Los trajes han tradicionales aún son usados en ocasiones importantes como banquetes de bodas o durante la celebración del año nuevo, prevaleciendo el significado de estos en sus costumbres.

### Religión
La mayor parte de la población han pertenece a las religiones tradicionales de China (como el budismo, el confucianismo, el taoísmo y la religión tradicional china), que suelen ser practicadas de forma conjunta y con sincretismo. Existen muchos cristianos y están bastante organizados. También hay musulmanes, pero estos se consideran de una etnia distinta, la etnia hui. El budismo, la religión más organizada, tiene una serie de variantes regionales propias, por lo que se lo conoce como budismo chino.